# Едит Миклош
Едит Миклош (мађ. Miklós Edit; Мијеркуреа Чук Румунија 31. март 1988) мађарска је и некадашња румунска алпска скијашица. Од 2011. такмичи се као представница Мађарске. Највећи успех у каријери остварила је 24. јануара 2015. у Санкт Морицу освајањем трећег места у спусту у такмичењу Светског купа.
Едит Миклош је рођена у Трансилванији, делу Румуније који је претежно насељен мађарским становништвом, где је почела да скија у локалном скијашком клубу. Од 2002. године је на обуци у Аустрији.
Њени први успеси су две победе у спусту ФИС трке у пролеће 2007, а убрзо након тога завршила је на шестом месту у спусту на Светском јуниорском првенству 2007. Годину дана касније, освојила је два четврта места у Европа купу (спуст и суперкомбинацији) и пласирала се у међу првих пет алпских скијашица на Светском јуниорском првенству 2008. - поново у спусту.
Први пут је учествовала у такмичењу за светски куп 17. децембра 2005. у Вал д'Изеру. Такмичила се у спусту и супервелеслалому. У спусту није завршила, а у суперкомбинацији је била последња (60). Следеће такмичење у Светском купу било је у сезони 2008/09 у Лејк Луизу, када је у спусту пала, али је прошла без повреде. Две недеље касније у Санкт Морицу осваја први бод у Светском купу заузевши 30 место у супервелеслалому. Овај бод је значајан, јер у 40-годишњој историји алпског скијања у Светском купу, јер је то први који су румунске скијашице освојиле у том такмичењу. Свој најбољи пласман остварила је 31. јануара 2010. у супервелеслалому у Санкт Морицу освајањем 26. места.
Као репрезентативка Румуније такмичила се на Светском првенству 2009. у Вал д'Изеру и Зимским олимпијским играма 2010. у Ванкуверу. На светском првенству је била 18 у спусту и супервелеслалому, док се на олимпијским играма, у спусту је остала без пласмана, јер је пала и повредила лигаменте. Одсуствовала је са стазе до краја 2010.
После узимања мађарског држављанства и повратка на стазу после повреде 2011. године, учествовала је једној трци Светског купа и на Светском првенству у Гармиш-Партенкирхену, где је у супервелеслалому била 31, а у суперкомбинацији 23. На Светском првенству у 2013. у Аустрији, завршила је као 19. у суперкомбинацији и 23. у спусту.
На Зимским олимпијским играма 2014. учествовала је први пут као репрезентативка Мађарске, завршила је као 16. у суперкомбинацији и 7. у спусту што је најбољи резултат у било којој олимпијској трци, победивши све скијашице из Аустрије, најуспешније државе у алпском скијању на Играма.. Три месеца касније у Кран Монтани постигла је свој набољи пласман у светском купу, пето место.
Први пласман међу три најбоље у трци светског купа постигла је у Санкт Морицу јануара 2015. освајањем трећег места у спусту.

### Зимске олимпијске игре
| Такмичење                      | Слалом | Спуст | Супервелеслалом | Велеслалом | Суперкомбинација |
| Олимпијске игре 2010. Ванкувер | -      | НЗ    | -               | -          | -                |
| Олимпијске игре 2014. Сочи     | -      | 7.    | 15.             | 34.        | 16.              |